# Moggiona
Moggiona è una frazione del comune di Poppi, si trova in Toscana, in provincia di Arezzo.
Moggiona è stia all'interno del Parco Nazionale delle Foreste Casentinesi, a pochi chilometri dal complesso monastico di Camaldoli.
Da ricordare l'evento della strage di Moggiona, avvenuta la sera del 7 settembre 1944, quando i soldati tedeschi uccisero 18 civili.